# Gottlieb Ludwig von Werpup
Gottlieb Ludwig von Werpup (* 8. Mai 1707; † 26. Juli 1768 in Hannover) war ein Kurfürstlich Hannoverscher Oberhofmarschall, Letzter aus dem Adelsgeschlecht der Familie von Werpup und Erbherr von Oldendorp, Zermin und Wülfel.

## Leben
Gottlieb Ludwig von Werpup wurde 1707 geboren als Sohn des Kriegsrates und Landdrosten Georg Ernst von Werpup und dessen aus der Familie von Bernstorff stammenden Ehefrau Eleonore Marie Bernstorff.
1735 trat von Werpup in den Dienst seines Landesherrn, den aufgrund der Personalunion zwischen Großbritannien und Hannover als König Georg II. von Großbritannien und Irland jedoch vornehmlich in London residieren Regenten.
Am 2. August 1737 erwarb von Werpup das Bürger- und Braurecht der Altstadt von Hannover.
Am 31. Mai 1739 heiratete von Werpup in der Schlosskirche des Leineschlosses die Antoinette Eleonora von Alvensleben, eine Tochter des Geheimen Staatsrates Rudolf Anton von Alvensleben. Ein Jahr später ließ das Ehepaar laut dem Kirchenbuch der Einrichtung am 3. April 1840 ihren Sohn Georg Anton Friedrich von Werpup durch den Consistorialrat Balthasar Mentzer IV taufen. Ein weiteres Kind war die Tochter, die 1759 den Oberappellationsrat Thedel Friedrich von Wallmoden heiratete.
1745 wurde von Werpup als Hofjunker und Gesandtschafts-Marschall an den Reichstag in Frankfurt am Main gesandt und noch im selben Jahr zum Oberschenk ernannt.
Nachdem von Werpup 1749 das Rittergut Wülfel erworben hatte, wurde er im Folgejahr 1750 zunächst zum Hannoverschen Kammerherrn im Rang eines Generalmajors erhoben und 1755  zum Schlosshauptmann befördert.
Nachdem Gottlieb Ludwig von Werpup im Jahr 1764 zum Hofmarschall ernannt worden war, wurde er 1767 zum Oberhofmarschall erhoben. Er starb jedoch bereits am 26. Juli 1768 und wurde in der Marktkirche von Hannover bestattet, „in der Türken-Capelle unt. d. Neuen Prieche, für der Cantor Thür“.

## Antoinette Eleonore Werpup
Werpups „Witwe Antoinette Eleonore, die eine sehr bedeutende Frau gewesen sein muß“, wirkte in den Jahren 1772 und 1773 als Oberhofmeisterin der in Celle residierenden Königin Caroline Mathilde von Dänemark. „Sie war die letzte Trägerin des Namens von Werpup“ und starb am 21. April 1792 in Hannover.